# Lukas Mohl
Lukas Mohl (* September 2000 in Ulm) ist ein deutscher Jazzmusiker (Piano, Komposition).

## Leben und Wirken
Mohl wuchs in einem kleinen Ort bei Ulm auf und besuchte das Carl-Laemmle-Gymnasium in Laupheim. Zunächst sang er in einem Chor und spielte Theater. Als er 13 Jahre alt war, hatte er Interesse, Klavier zu lernen und erhielt Unterricht bei dem Jazz-, Soul- und Gospel-Pianisten Joe Fessele. Nach dem Abitur 2019 wollte er zunächst den Beruf des Lageristen ergreifen, entschied sich aber in der Probephase um. Im Jahr 2020 begann er sein Studium am ArtEZ Conservatorium in Arnhem, wo er 2025 examinierte.
Mohl bildete ein Trio mit seinem früheren Lehrer, dem Bassisten Jasper Somsen, und dem koreanischen Schlagzeuger Min Won, mit dem er 2024 in Hilversum sein Debütalbum mit zwölf komplexen Eigenkompositionen unter dem Titel Speaking from the Heart aufnahm und 2025 bei Double Moon Records veröffentlichte. Dabei lässt er sich Zeit „bei der Entwicklung seiner solistischen und kompositorischen Gedankenströme, wodurch deutlich mehr beim Zuhören haften bleibt.“ Weiterhin trat er mit Florence Makenda, Jamie Peet und Kika Sprangers auf.